# 碧昂斯马蝇
碧昂斯马蝇（学名：Scaptia beyonceae）是一种在澳大利亚昆士兰州北部发现的一种罕见的马蝇，于1981年在凯恩斯以西的阿瑟顿台地采集，这种马蝇因尾部有漂亮的金黄色绒毛，故澳大利亚科学家布赖恩·莱萨德以美国歌星碧昂丝·诺利斯命名这一物种。